# Alexander Nikuradse
Alexander Nikuradse (georgisch ალექსანდრე ნიკურაძე Aleksandre Nikuradze; auch bekannt unter seinem Pseudonym A. Sanders) (* 10. Oktober 1900 in Samtredia; † 13. Juni 1981 in München) war ein in Georgien geborener deutscher Physiker und Geopolitiker.

## Leben
Alexander Nikuradse war der Bruder des Strömungswissenschaftlers Johann Nikuradse. Er wurde von der georgischen Regierung nach Berlin geschickt, um dort sein Studium abzuschließen. Nikuradse blieb in Berlin und erhielt die deutsche Staatsbürgerschaft, nachdem die Rote Armee 1921 Georgien eingenommen hatte. Nikuradse war ein zuverlässiger Gegner der sowjetischen Herrschaft in Georgien. Er beteiligte sich aktiv in der georgischen Migrantengemeinde und hatte enge Beziehungen zur NSDAP. Seit ihrer gemeinsamen Tage als Migranten in München, in den frühen 1920ern, pflegte er eine freundschaftliche Beziehung zu Alfred Rosenberg, dessen Vorstellungen über den Kaukasus in großen Teilen durch Nikuradses Einfluss entstanden sind.

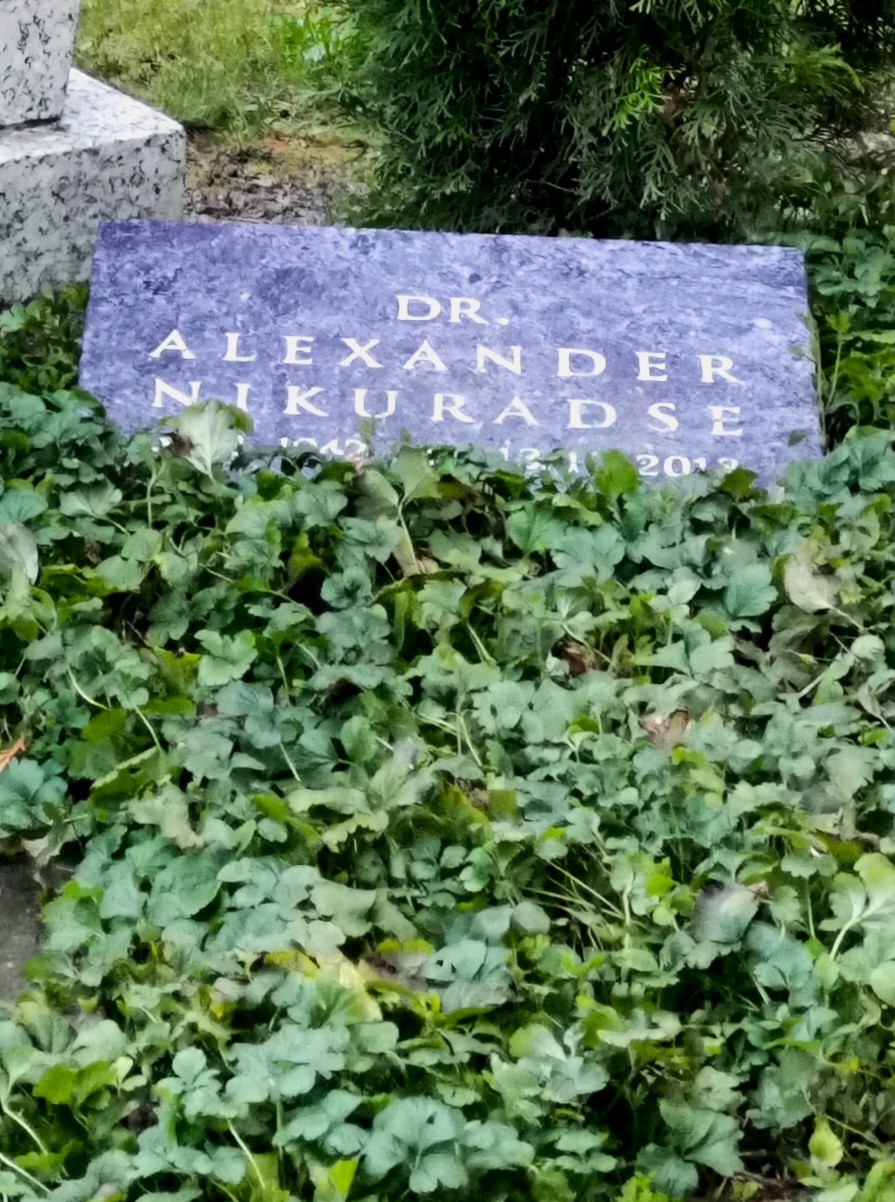
Grabstein Alexander Nikuradse auf dem Stadtfriedhof Göttingen

Er betrieb Lobbyarbeit für ein unabhängiges Georgien und warb für eine deutsche Unterstützung der antisowjetischen georgischen Emigration. Nikuradse wurde von den geopolitischen Theorien von Karl Haushofer beeinflusst, er plante das ehrgeizige Projekt eines deutschen Protektorates einer kaukasischen Konföderation, in der die Georgier eine führende Rolle spielen sollten. Ab 1941 leitete Alexander Nikuradse die „Kontinentaleuropäische Forschung“ des Einsatzstabs Reichsleiter Rosenberg (ERR), die ab Ende 1943 im oberpfälzischen Schwarzenfeld untergebracht war. Das Institut wurde am 1. April 1947 von der bayerischen Regierung unter Hans Ehard mit vier Planstellen übernommen und an die TH München angegliedert. Bis zum 8. März 1954 leitete Nikuradses das Institut weiter, welches sich bis kurz vor Kriegsende im Passionistenkloster Schwarzenfeld befand. Ab 22. Februar 1955 wurde es als sein privates Institut zur Untersuchung von »Atomkernstrahlen« und verwandten Forschungen an einem anderen Ort fortgeführt.
Als Physiker beschäftigte er sich hauptsächlich mit Angewandter Physik, im Besonderen mit der Untersuchung von dielektrischen Materialien und den Theorien der Elektronen und Ionen. Seit Ende der 1950er arbeitete er für die Zentralstelle für Luftfahrtdokumentation und Information (ZLDI) im Institut für Elektronen- und Ionenforschung, München, Flughafen Riem.

## Veröffentlichungen
- A. Sanders: Um die Gestaltung Europas. Hoheneichen-Verlag, München 1938.
- A. Sanders: Kaukasien, Nordkaukasien, Aserbeidschan, Armenien, Georgien, geschichtlicher Umriß. Hoheneichen, München 1942
- A. Sanders: Osteuropa in kontinentaleuropaeischer Schau. Hoheneichen, München 1942
- A. Sanders: Um das Erbe Großbritanniens. Zur Wandlung der politischen Struktur der Übersee. Hoheneichen, München 1942
- Alexander Nikuradse: Naturwissenschaft und Technik im Leben der Völker. Oldenbourg, München 1952